# Kodak Z650
La Kodak Z650 es un modelo de cámara digital producido por Eastman Kodak Company. Es parte de la línea Kodak EasyShare de cámaras digitales de consumo, y compatible con las bases y bases de impresión de la serie 3. Utiliza una lente Schneider Kreuznach con un zoom óptico 10x y otros 5x digitales.